# Wujiao, Gansu
Wujiao är en köping i nordvästra Kina. Den ligger i Huachi härad i Qingyang i provinsen Gansu, omkring 360 kilometer öster om provinshuvudstaden Lanzhou. Antalet invånare är 12 585. Befolkningen består av 6 051 kvinnor och 6 534 män. Barn under 15 år utgör 17,0 %, vuxna 15-64 år 73 %, och äldre över 65 år 8,0 %.